# 吸煙的女人
《吸煙的女人》是香港組合Raidas在1986年發表的EP。

## 簡介
Raidas憑《吸煙的女人》一曲在1986年「ABU亞太流行歌曲創作大賽香港區決賽」獲得亞軍後的出道作。EP四首歌都走歐陸節拍曲風，銷售成績不俗，成為IFPI認証的白金唱片，同名主打曲派台後曾登上1986年香港電台中文歌曲龍虎榜第42周榜首。
《吸煙的女人》也是詞人林夕繼1985年的《曾經》（鍾鎮濤主唱）後發表的第二首主流作品，使他在香港流行樂壇嶄露頭角。林夕說他是當現代詩來寫的，獲形容透過煙、太陽眼鏡、路上景物等意象，含蓄地描寫都市女性寂寞的心態。林夕曾在歌曲推出後向填詞界前輩盧國沾徵求意見，後者表示不明白歌詞的意思，「起碼得有一句詞眼點明」。多年後，林夕形容此詞「句法用字造作」，其徒弟林若寧也給以劣評。

## 曲目
| A面  | A面        | A面  |
| 曲序 | 曲目       | 时长 |
| ---- | ---------- | ---- |
| 1.   | 吸煙的女人 | 3:00 |
| 2.   | 不願置評   | 3:15 |
| 3.   | 杯中冷巷   | 3:59 |

| B面  | B面              | B面  |
| 曲序 | 曲目             | 时长 |
| ---- | ---------------- | ---- |
| 1.   | Re-Mix吸煙的女人 | 5:38 |